# Microvelia beameri
Microvelia beameri är en insektsart som beskrevs av Mckinstry 1937. Microvelia beameri ingår i släktet Microvelia och familjen vattenlöpare. Inga underarter finns listade i Catalogue of Life.